# Mont Iō (Iō-jima)
Pour les articles homonymes, voir Mont Iō (Akan), Mont Iō (Shiretoko) et Mont Iō (Yatsugatake).
Le mont Iō (硫黄岳, Iō-dake), aussi appelé mont Iwo, est un dôme de lave rhyolitique actif sur l'île de Iō-jima dans la préfecture de Kagoshima au Japon. Il se trouve aux limites du village de Mishima.
La montagne est composée de roche felsique non-alcaline et de dépôts pyroclastiques.